# Puerto de Los Cristianos
Puerto de Los Cristianos är en hamn i Spanien.   Den ligger i provinsen Provincia de Santa Cruz de Tenerife och regionen Kanarieöarna, i den sydvästra delen av landet, 1 800 km sydväst om huvudstaden Madrid.   Närmaste större samhälle är Arona, 6,8 km nordost om Puerto de Los Cristianos. 